# Flash-gas
En refrigeración, se denomina flash-gas a la formación de burbujas de gas en la línea del líquido, que viene desde el condensador hacia el dispositivo de expansión.

## Causas
Se produce cuando el volumen específico a la presión de trabajo, es inferior al volumen que puede ocupar el gas en el tubo de líquido, se produce entonces una evaporación parcial del refrigerante ocupando ese espacio.
Esto puede producirse por:
- Insuficiente refrigerante en el circuito.
- Línea de líquido de sección excesiva, o de longitud excesiva.

- Datos: Q5457482